# 中村健之介
中村 健之介（なかむら けんのすけ、1939年6月24日 - 2022年9月22日）は、日本のロシア文学研究者。北海道大学名誉教授。
新潟県三条市出身。

## 人物
国際基督教大学教養学部卒業、東京大学大学院比較文学比較文化博士課程中退、北海道大学助教授、教授を経て1995年より東京大学教養学部教授、2000年定年退官後は大妻女子大学比較文化学部教授、2010年定年退任。
もっぱらドストエフスキー研究に専念してきたが、近年は宣教師ニコライ・カサートキンとその周辺の研究で業績を挙げている。2007年、『宣教師ニコライの全日記』（監訳）で日本翻訳出版文化賞受賞。明治大学教授（英語圏文学）の中村和恵は長女。
2022年9月22日午前4時2分、肺炎のため兵庫県の病院で死去。83歳没。

## 著書

### 単著
- 『ドストエフスキー・作家の誕生』 みすず書房 1979
- 『ドストエフスキー　生と死の感覚』 岩波書店 1984
- 『ドストエフスキーと女性たち』 講談社 1984
- 『ドストエフスキーのおもしろさ』 岩波ジュニア新書 1988
- 『ドストエフスキー人物事典』 朝日新聞社（朝日選書） 1990 / 講談社学術文庫 2011
- 『自習ロシア語問題集』白水社 1992
- 『知られざるドストエフスキー』 岩波書店 1993
- 『宣教師ニコライと明治日本』 岩波新書 1996
- 『ニコライ堂の女性たち』（中村悦子と共著） 教文館 2003
- 『永遠のドストエフスキー』 中公新書 2004
- 『宣教師ニコライとその時代』 講談社現代新書 2011
- 『ニコライ 宣教師の宝は他を憐れむ心だけだ』 ミネルヴァ書房：日本評伝選 2013

### 翻訳
- 『ドストエフスキイ裁判記録』 ベリチコフ編、現代思潮社 1971
- 『ドストエフスキーの青春』 コマローヴィチ みすず書房 1978
- 『ニコライの見た幕末日本』  講談社学術文庫 1979
- ドリーニン編『スースロワの日記 ドストエフスキーの恋人』 みすず書房 1989
- 『明治の日本ハリストス正教会』 教文館 1993 - 1878年にニコライ自身により、伝道の成果と新たな支援を本国に要請した報告書。

#### 共訳・編訳・監訳
- 編訳『ドストエフスキーの手紙』北海道大学図書刊行会 1986
- 編訳『ドストエフスキー写真と記録』V.ネチャーエワ 論創社 1986
- 編訳『明治日本とニコライ大主教』ドミートリー・マトヴェーヴィチ・ポズニェーエフ 講談社 1986
- 『ドストエフスキー裁判』N.F.ベリチコフ編 北海道大学図書刊行会 1993
- 編訳『宣教師ニコライの日記抄』北海道大学図書刊行会 2000
- 監訳『宣教師ニコライの全日記』全9巻、清水俊行、長縄光男、安村仁志ほか訳、教文館、2007
- 編訳『ニコライの日記』 全3巻、岩波文庫、2011.7～12刊